# Colorado Rapids
Die Colorado Rapids sind ein Franchise der Profifußball-Liga Major League Soccer (MLS) aus Commerce City, Colorado, einer Vorstadt von Denver. Das Franchise wurde 1995 gegründet und nahm in der Premierensaison 1996 den Spielbetrieb auf. Die Teamfarben sind burgund-rot und himmelblau.
Der Name Rapids bezieht sich auf die Stromschnellen des Colorado River. Die Heimspiele werden seit der Saison 2007 in dem Dick’s Sporting Goods Park in Commerce City ausgetragen. 2010 gewannen die Rapids erstmals in ihrer Geschichte den MLS Cup.

## Geschichte

### Die ersten zehn Jahre (1996–2006)
Die Colorado Rapids gehören zu den zehn Gründungsmitgliedern der Major League Soccer. Eigentümer war die Anschutz Corporation bzw. später deren Tochterunternehmen Anschutz Entertainment Group. Am Ende der ersten Saison belegten die Rapids den letzten Platz in der Western Conference und konnten nur 11 Siege in 32 Spielen erzielen. Dabei hatte die Mannschaft aus Denver eine Reihe an erfahrenen Spielern im Kader, wie Marcelo Balboa, Chris Woods und Shaun Bartlett. Der erste Trainer des Fußball-Franchises war der Engländer Bob Houghton, der aber am Ende der Saison entlassen wurde. Roy Wegerle übernahm als Spielertrainer kurzzeitig die Position des Trainers auf Interimsbasis.
Die folgende Saison war weitaus erfolgreicher. Unter dem neuen Trainer Glenn Myernick und dem neuen General Manager, Dan Counce, wurde eine Reihe neuer Spieler verpflichtet, wie z. B. Marcus Hahnemann, Wolde Harris oder Paul Bravo. Die ersten Spiele waren wenig erfolgreich, die Mannschaft konnte sich aber zum Ende der Saison auf den vorletzten Platz der Western Conference retten und kam so in die Play-offs. Nach Siegen gegen die Kansas City Wizards, die als Favoriten galten, und Dallas Burn stand die Mannschaft am 26. Oktober 1997 im Finale der Play-offs, dem MLS Cup, D.C. United gegenüber. Colorado verlor das Spiel mit 2:1, konnte sich aber für die Qualifizierungsrunde für den CONCACAF Champions’ Cup 1998 qualifizieren, wo man gegen Club Leon ausschied.
Die folgenden Jahre wurden für die Rapids zu einer Achterbahnfahrt. 1999 erreichten die Rapids das Finale des Lamar Hunt U.S. Open Cup. Das Endspiel wurde mit 2:0 gegen die Rochester Raging Rhinos verloren. Bis heute sind die Rapids der einzige MLS-Club, der das Pokalfinale gegen eine unterklassige Mannschaft verloren hat. 2001 wurde Tim Hankinson Trainer der Rapids. Seine defensive Spielweise und fragwürdige Spielerverpflichtungen sorgten mehr als einmal für Kontroversen unter den Fans. Nach mehreren Jahren im Mittelmaß wurde er nach der Saison 2004 entlassen.
2005 wurden die Rapids durch die Firma Kroenks Sports Enterprises übernommen. Neben einem neuen Logo wurde mit Fernando Clavijo ein neuer Trainer verpflichtet. Die Rapids erreichten nach einem dramatischen Sieg im Elfmeterschießen gegen FC Dallas das Halbfinale. In der Saison 2006 erreichten die Rapids erst am letzten Spieltag der Regular Season die Playoffs und erreichten erneut das Halbfinale.

### Auf dem Weg zum MLS Cup (2007–2010)
Anfang 2007 gab der Klub bekannt, dass er eine Kooperation mit dem englischen Premier-League-Klub Arsenal London eingegangen ist, der beiden Seiten sowohl finanzielle als auch sportliche Vorteile bringen soll. Im Zuge dieser Partnerschaft änderten die Rapids ihr Logo. Die Vereinsfarben sind nun auch nicht mehr blau und schwarz, sondern burgund-rot und himmelblau. Gleichzeitig wurde auch eine Partnerschaft mit dem mexikanischen Verein CF Pachuca eingegangen.
2010 gelang dem Verein zum zweiten Mal in seiner Geschichte die Teilnahme am MLS Cup. Das Spiel gegen den FC Dallas konnte mit 2:1 nach Verlängerung gewonnen werden, wodurch erstmals die Meisterschaft gewonnen werden konnte.

### Jüngste Ereignisse (seit 2011)
Die Mannschaft wurde für die Saison 2011 wenig verändert. Bekanntester Neuzugang war der ehemalige irische Nationalspieler Caleb Folan. Durch einen fünften Platz in der Western Conference konnte sich die Mannschaft für die Play-offs qualifizieren. Dort scheiterten sie aber bereits im Viertelfinale (Conference Halbfinale) an Sporting Kansas City. Durch den Gewinn des MLS Cup 2010 spielten die Rapids in der CONCACAF Champions League, schieden aber in der Gruppenphase aus. Im November 2011 wurde der Vertrag von Trainer Gary Smith nicht weiter verlängert. Neuer Trainer wurde der Kolumbianer Óscar Pareja. Er führte die Mannschaft in der Saison 2013 auf den 5. Platz in der Western Conference. In den folgenden Play-offs scheitere man in der ersten Runde an den Seattle Sounders.
Seit Januar 2014 ist der ehemalige Fußballspieler Pablo Mastroeni neuer Trainer der Mannschaft.

## Wappen und Farben
Seit 1996 ist das Wappen der Colorado Rapids zweimal geändert worden. Das erste Logo spiegelte die Umwelt in Colorado wider. Der Schriftzug Colorado Rapids stand auf reißenden Stromschnellen und im Hintergrund sah man die Berge der Rocky Mountains. 2001 änderte sich das Wappen und verschmolz mit dem bis dahin auch existierenden zweiten Logo. Es wurde ein rundes Symbol mit einem grün umrandeten Fußball in der Mitte. Seit 2007 existiert ein rotes Logo, welches die Andeutung der Rocky Mountains wieder mit sich führt.
So wie das Wappen, so änderten sich auch die Teamfarben im Laufe der letzten Jahre. Bis 2003 spielte die Mannschaft in grün-weißen Trikots. Diese wechselten zwar immer wieder in ihrer Erscheinung, da die Mannschaft verschiedene Ausrüster hatte, aber das farbliche Grundmuster blieb gleich. Zur Saison 2003 trugen die Spieler der Rapids blau-schwarze Trikots, ähnlich wie bei Inter Mailand. Dieses ergab sich aus dem Umstand, dass der mexikanische Sportartikelhersteller Atletica das Trikotdesign übernommen hatte. 2007 wurde das Erscheinungsbild der Rapids nochmals komplett geändert. Die Trikots waren jetzt burgundrot und weiß.

Colorado Rapids Logo (1995 bis 2001)
Colorado Rapids Logo (2001 bis 2006)
Colorado Rapids Logo (seit 2007)

## Stadion
- Mile High Stadium; Denver, Colorado (1996–2001)
- Invesco Field at Mile High; Denver, Colorado (2002–2006)
- North Area Athletic Complex; Arvada, Colorado (2003) 1 Spiel im US Open Cup
- Dick’s Sporting Goods Park; Commerce City, Colorado (seit 2007)

Die Heimspiele der Rapids werden im Dick’s Sporting Goods Park ausgetragen. Das Fußballstadion wurde am 7. April 2007 eröffnet und bietet Platz für 17.424 Zuschauer und ist erweiterbar auf 19.680 Plätze. Der Park gehört Kroenke Sports Enterprises.
Bis 2007 teilten sich die Rapids das Mile High Stadium und das Invesco Field at Mile High mit den Denver Broncos.

## Organisation

### Eigentümer
Besitzer des Franchises ist das Unternehmen Kroenke Sports & Entertainment, welches dem US-amerikanischen Geschäftsmann Stan Kroenke gehört. Er kaufte die Rapids 2004 von der Anschutz Entertainment Group auf. Neben Stan Kroenke wird das Franchise noch von Josh Kroenke, Jim Martin und Matt Hutchings. Martin ist Präsident und Chief Executive Officer von Kroenke Sports & Entertainment, Hutchings hat die Funktion des COOs.

### Sponsoren
Die Rapids waren eine der letzten Mannschaften in der MLS, welche keinen Trikotsponsor hatten. Im Mai 2014 konnte ein Trikotsponsorvertrag mit dem US-amerikanischen Technologieunternehmen Ciao Telecom unterzeichnet werden. Ausrüster ist der deutsche Sportartikelhersteller adidas.

### Medien
Alle Spieler der Colorado Rapids sind über den Fernsehsender Altitude Television zu empfangen. Altitude gehört, wie die Rapids, zu Kroenke Sports Entertainment. Zu empfangen ist der Sender in der Rocky Mountain Region, im Speziellen in der Denver Metropolregion. Einzelne Spiele sind landesweit über ESPN-2, NBCSN und Unimas zu empfangen. Des Weiteren gibt es die Möglichkeit die Spiele via Stream über die MLS-Homepage zu verfolgen.

## Fans und Rivalen

### Fangruppierungen
Auch wenn die Rapids in ihrer Geschichte immer vergleichsweise hohe Zuschauerzahlen hatten, ist die Geschichte der Fangruppierungen wechselhaft gewesen. Eine Handvoll organisierter Fanclubs kamen und gingen. In den Jahren 2005 und 2006 gründeten sich zwei neue Fanclubs. Während die „Centennial Firm“ versucht, eine Ultraszene aufzubauen handelt es sich bei der Gruppe „Class VI“ um eine Organisation von Dauerkarteninhabern.
Vor der Saison 2007 sind die Rapids in ein neues Stadion umgezogen. Ein Teil des Stadions ist für die „Centennial Firm“ vorgesehen und wird den Namen „The Front Range“ tragen. So heißt auch der offizielle Fanclub des Vereins.

### Rivalen: Rocky Mountain Cup
Durch die MLS-Expansion 2005 wurde Real Salt Lake das zweite Team aus den Rocky Mountains in der MLS und der nächstgelegene Nachbar der Rapids. Die Fans beider Clubs kreierten daraufhin den Rocky Mountain Cup um die Rivalität zwischen beiden Clubs zu festigen. Sieger des Rocky Mountain Cup ist die Mannschaft, die die meisten Punkte aus den direkten Duellen in der Regular Season gewinnt.
Der Rocky Mountain Cup ist mit dem Atlantic Cup und dem Brimstone Cup vergleichbar.

## Spieler und Mitarbeiter

### Aktueller Profikader
Stand: 13. Dezember 2022
| Nr.        | Nat.               | Name               | Geburtstag    | im Verein seit | MLS Spielerstatus |
| Tor        | Tor                | Tor                | Tor           | Tor            | Tor               |
| ---------- | ------------------ | ------------------ | ------------- | -------------- | ----------------- |
| 22         | US-Amerikaner      | William Yarbrough  | 20. März 1989 | 2020           |                   |
| Abwehr     |                    |                    |               |                |                   |
| 02         | US-Amerikaner      | Keegan Rosenberry  | 11. Dez. 1993 | 2019           |                   |
| 04         | Schottland         | Danny Wilson       | 27. Dez. 1991 | 2018           |                   |
| 06         | Vereinigte Staaten | Lalas Abubakar     | 25. Dez. 1994 | 2019           |                   |
| 24         | Ecuador            | Gustavo Vallecilla | 28. Mai 1999  | 2022           | U22               |
| 27         | Vereinigte Staaten | Sebastian Anderson | 8. Aug. 2002  | 2019           | HGP               |
| 30         | Vereinigte Staaten | Aboubacar Keita    | 4. Juni 2000  | 2022           | HGP               |
| 31         | Vereinigte Staaten | Anthony Markanich  | 26. Dez. 1999 | 2022           |                   |
| 33         | Iran               | Steven Beitashour  | 2. Jan. 1987  | 2020           |                   |
| 34         | Vereinigte Staaten | Michael Edwards    | 27. Nov. 2000 | 2021           | HGP               |
| Mittelfeld |                    |                    |               |                |                   |
| 07         | Vereinigte Staaten | Jonathan Lewis     | 4. Juni 1997  | 2019           |                   |
| 08         | Brasilien          | Max Alves da Silva | 5. Dez. 2001  | 2022           | IP, U22           |
| 13         | Chile              | Felipe Gutiérrez   | 8. Okt. 1990  | 2022           |                   |
| 15         | Schottland         | Sam Nicholson      | 20. Jan. 1995 | 2022           |                   |
| 18         | Vereinigte Staaten | Oliver Larraz      | 16. Sep. 2001 | 2021           | HGP               |
| 19         | England            | Jack Price         | 19. Dez. 1992 | 2018           | IP                |
| 21         | Honduras           | Bryan Acosta       | 24. Nov. 1993 | 2022           |                   |
| 32         | Vereinigte Staaten | Collen Warner      | 24. Juni 1988 | 2014           |                   |
| 52         | Argentinien        | Braian Galván      | 6. Okt. 2000  | 2020           | IP                |
| Sturm      |                    |                    |               |                |                   |
| 11         | Chile              | Diego Rubio        | 15. Mai 1993  | 2018           |                   |
| 12         | Kolumbien          | Michael Barrios    | 21. Apr. 1991 | 2021           |                   |
| 37         | Vereinigte Staaten | Dantouma Toure     | 12. Juni 2004 | 2021           | HGP               |
| 77         | Vereinigte Staaten | Darren Yapi        | 19. Nov. 2004 | 2021           | HGP               |
| -          | Frankreich         | Kévin Cabral       | 10. Juli 1999 | 2022           | IP                |

### Bisherige Spieler
- siehe Hauptartikel: Liste der Spieler der Colorado Rapids

### Trainerstab
Stand: 6. Mai 2022
- Robin Fraser – Trainer
- Wolde Harris – Assistenztrainer
- Neil Emblen – Assistenztrainer
- Chris Little – Assistenztrainer
- Chris Sharpe – Assistenztrainer / Torwarttrainer

### Trainer
- Bob Houghton (1996)
- Roy Wegerle (1996) Interim.
- Glenn Myernick (1997–2000)
- Tim Hankinson (2001–2004)
- Fernando Clavijo (2005–2008)
- Gary Smith (2008–2011)
- Óscar Pareja (2012–2014)
- Pablo Mastroeni (2014–2017)
- Steve Cooke (2017) Interim.
- Anthony Hudson (2017–2019)
- Conor Casey (2019) Interim.
- Robin Fraser (seit 2019)

## Jugend und Entwicklung

### Colorado Rapids 2
Zur Saison 2022 wurde ein eigenes Farmteam, Colorado Rapids 2, in der neugegründeten MLS Next Pro an den Start geschickt.

### Colorado Rapids Soccer Academy
Die Jugendausbildungsstruktur bei den Rapids ist die Colorado Rapids Soccer Academy. Die U-18 und U-16 Mannschaften sind in den Ligen der US Soccer Development Academy vertreten. Die übrigen Altersstufen treten in regionalen Ligen an. Hier gibt es eine Kooperation seit 2012 mit dem Colorado Fusion Soccer Club.

### USL Partnerschaft
Seit Auflösung der MLS Reserve Division besteht eine Partnerschaft zwischen der MLS und United Soccer League, der zweiten Liga der USA. Die Rapids sind hier Partner von Charlotte Independence, welche seit der Saison 2015 in der Liga spielen. Diese Partnerschaft beinhaltet Leihtransfers von Spielern, aber auch Freundschaftsspiele oder gemeinsame Aktionen.

## Erfolge
- MLS Cup
  - Sieger (1): 2010
  - Finale (1): 1997

- MLS Eastern Conference
  - Sieger (Play-off) (1): 2010

- MLS Western Conference
  - Sieger (Play-off) (1): 1997

- Lamar Hunt U.S. Open Cup
  - Finale (1): 1999

- Weitere Erfolge
  - MLS Reserve Division (2) 2006, 2007
  - Rocky Mountain Cup (2) 2005, 2006

## Statistiken

### Saisonbilanz
| Saison | Regular Season   | Play-offs          | Lamar Hunt U.S. Open Cup | CONCACAF Champions League |
| ------ | ---------------- | ------------------ | ------------------------ | ------------------------- |
| 1996   | 5. Platz (West)  | nicht qualifiziert | Halbfinale               | nicht qualifiziert        |
| 1997   | 4. Platz (West)  | Finale             | Achtelfinale             | nicht qualifiziert        |
| 1998   | 3. Platz (West)  | Viertelfinale      | nicht qualifiziert       | Qualifikationsrunde       |
| 1999   | 4. Platz (West)  | Viertelfinale      | Finale                   | nicht qualifiziert        |
| 2000   | 3. Platz (West)  | Viertelfinale      | Runde der letzten 32     | nicht qualifiziert        |
| 2001   | 4. Platz (West)  | nicht qualifiziert | Runde der letzten 32     | nicht ausgetragen         |
| 2002   | 4. Platz (West)  | Halbfinale         | Viertelfinale            | nicht qualifiziert        |
| 2003   | 3. Platz (West)  | Viertelfinale      | Viertelfinale            | nicht qualifiziert        |
| 2004   | 3. Platz (West)  | Viertelfinale      | Achtelfinale             | nicht qualifiziert        |
| 2005   | 3. Platz (West)  | Halbfinale         | Achtelfinale             | nicht qualifiziert        |
| 2006   | 4. Platz (West)  | Halbfinale         | Viertelfinale            | nicht qualifiziert        |
| 2007   | 4. Platz (West)  | nicht qualifiziert | Viertelfinale            | nicht qualifiziert        |
| 2008   | 4. Platz (West)  | nicht qualifiziert | 3. Qualifikationsrunde   | nicht qualifiziert        |
| 2009   | 6. Platz (West)  | nicht qualifiziert | 2. Qualifikationsrunde   | nicht qualifiziert        |
| 2010   | 5. Platz (West)  | Meister            | 3. Qualifikationsrunde   | nicht qualifiziert        |
| 2011   | 5. Platz (West)  | Viertelfinale      | 2. Qualifikationsrunde   | Gruppenphase              |
| 2012   | 7. Platz (West)  | nicht qualifiziert | 4. Runde                 | nicht qualifiziert        |
| 2013   | 5. Platz (West)  | Knockout Round     | 3. Runde                 | nicht qualifiziert        |
| 2014   | 8. Platz (West)  | nicht qualifiziert | 5. Runde                 | nicht qualifiziert        |
| 2015   | 10. Platz (West) | nicht qualifiziert | 5. Runde                 | nicht qualifiziert        |
| 2016   | 2. Platz (West)  | Halbfinale         | 5. Runde                 | nicht qualifiziert        |
| 2017   | 10. Platz (West) | nicht qualifiziert | 5. Runde                 | Gruppenphase              |
| 2018   | 11. Platz (West) | nicht qualifiziert | 4. Runde                 | nicht qualifiziert        |
| 2019   | 9. Platz (West)  | nicht qualifiziert | 4. Runde                 | nicht qualifiziert        |
| 2020   | 5. Platz (West)  | Knockout Round     | nicht ausgetragen        | nicht qualifiziert        |
| 2021   | 1. Platz (West)  | Viertelfinale      | nicht ausgetragen        | nicht qualifiziert        |
| 2022   | 10. Platz (West) | nicht qualifiziert | 5. Runde                 | Achtelfinale              |

1. ↑  Seit 2002 beginnt der Wettbewerb jeweils im Herbst des vorherigen Jahres. Bis 2008 unter dem Namen CONCACAF Champions’ Cup.

### Vereinsrekorde
Diese Rekorde beziehen sich auf die Regular Season bis einschließlich der Saison 2014:
- Meiste Spiele: Pablo Mastroeni, 225
- Meiste Tore: Conor Casey, 50
- Meiste Assists: Chris Henderson, 53

### Besucherschnitt
Regular Season / Play-offs
- 1996: 10.213[11] / nicht qualifiziert
- 1997: 11.835[12] / 15.785[8]
- 1998: 14.812[13] / 6.582[8]
- 1999: 14.029[14] / 6.542[8]
- 2000: 12.580[15] / 8.789[8]
- 2001: 16.481[16] / nicht qualifiziert
- 2002: 20.690[17] / 11.002[8]
- 2003: 16.772[18] / 15.202[8]
- 2004 14.195[19] / 8.028[8]
- 2005: 13.638[20] / 11.207[8]
- 2006: 12.056[21] / 4.176[8]
- 2007: 14.749[22] / nicht qualifiziert
- 2008: 13.658 / nicht qualifiziert
- 2009: 12.330 / nicht qualifiziert
- 2010: 13.328 / 11.872[8]
- 2011: 14.838 / 8.601[8]
- 2012: 15.175 / nicht qualifiziert
- 2013: 15.440 / N/A
- 2014: 15.082 / nicht qualifiziert

## Frauenfußball
Von 2003 bis 2013 spielte die Frauenfußballmannschaft Colorado Rapids Women in der USL W-League. Bis 2012 hieß die Mannschaft Colorado Force FC. Dieses Franchise schloss sich 2011 der Colorado Rapids Organisation an.
Zum Kader der Saison 2013, und damit zum letzten Aufgebot der Rapids, gehörten die australische Auswahlspielerin Brooke Spence und die deutsche U-20 Nationalspielerin Sophie Howard. Zur Saison 2014 der W-League übernahm das Franchise der Colorado Storm die Lizenz der Rapids.